# Creiis periculosus
Creiis periculosus är en insektsart som först beskrevs av Arthur Sidney Olliff 1895.  Creiis periculosus ingår i släktet Creiis och familjen rundbladloppor. Inga underarter finns listade i Catalogue of Life.